# دوستويفسكي: مقالات ومحاضرات
دوستويفسكي: مقالات ومحاضرات هو كتاب نقدي من تأليف الكاتب الفرنسي أندريه جيد الحائز على جائزة نوبل في الأدب عام 1947. نُشر لأول مرة سنة 1923 في باريس.ترجمه للعربية الياس حنا الياس وصدر عن منشورات عويدات ببيروت.يجمع الكتاب بين مقالات ومحاضرات ألقاها جيد سنة 1922 عن الأديب الروسي فيودور دوستويفسكي، ويمثل محاولة تحليلية لفهم التجربة الأدبية والروحية لهذا الروائي من منظور نفسي وفلسفي وفني.

## المضمون
صدر الكتاب في أعقاب سلسلة محاضرات ألقاها جيد في "مدرسة الفنون المسرحية القديمة" (Vieux-Colombier)، واعتمد في تأليفه على قراءاته المتعمقة لروايات دوستويفسكي ورسائله، إلى جانب دراسات فكرية معاصرة مثل مقالات نيتشه وفرويد حول الأديب الروسي .يركز الكتاب على الجانب النفسي من أعمال دوستويفسكي، ويرى جيد فيه أعظم من صوّر الصراعات الداخلية للنفس البشرية. ويصفه بأنه "أعظم محلل نفسي في الأدب العالمي"، اقتداءً بتوصيف نيتشه.
من القضايا المحورية التي يناقشها جيد:
- فكرة الخطيئة والندم في الجريمة والعقاب.
- ازدواجية الشخصية في الأبله.
- الصراع الروحي والفلسفي في الإخوة كارامازوف.
- الفوضى الجمالية في بنية روايات دوستويفسكي مقارنة بالصرامة الكلاسيكية للروائيين الفرنسيين.[4]

## الأسلوب والمنهج
يُحلل جيد أعمال دوستويفسكي من خلال منظور فني وروحي، مبرزًا الطابع الاعترافي لشخصياته، والتمزق الأخلاقي الذي يعيشه أبطاله. ويعتبر أن أعمال دوستويفسكي لا تقدم أجوبة بل تطرح أسئلة وجودية تُحيل القارئ إلى ذاته.كما يقارن جيد تأثير دوستويفسكي في الأدب الأوروبي بتأثير رامبرانت في الرسم، من حيث التلاعب بالضوء والظل لإبراز التوترات الداخلية.

## الأثر والاستقبال
أثر هذا الكتاب في نظرة النقاد الفرنسيين إلى الأدب الروسي، وكان من بين النصوص التي مهدت لاستقبال موجة الفكر الوجودي في فرنسا من خلال أعمال كامو وسارتر.
وقد اعتمد العديد من الباحثين على كتاب جيد لفهم البنية الفكرية لروايات دوستويفسكي، لا سيما في ما يتعلق بموقفه من الإيمان، والحرية، والشر.